# Fener (Setteville)
Fener è una frazione del comune italiano di Setteville, in provincia di Belluno.

## Geografia fisica
Fener è l'abitato più meridionale del comune di Setteville (nonché dell'intera provincia di Belluno). Si stende su un pianoro stretto tra il letto del Piave a est, le pendici del Monfenera (estremità orientale del massiccio del Grappa) a sud e il torrente Ornic a ovest e a nord. Poco più a sud del paese parte delle acque del Piave vengono deviate per alimentare il canale Brentella di Pederobba.

## Storia
Il ritrovamento di un'antica pietra miliare fa pensare che nella zona di Fener esistessero degli insediamenti sin dall'epoca romana. Certamente fu una località di transito visto il passaggio dell'attuale strada Feltrina, da alcuni identificata con la via Aurelia o la via Claudia Augusta Altinate.
La prima citazione dell'abitato dovrebbe risalire al 983: in quell'anno il vescovo di Vicenza assegnò al monastero dei Santi Felice e Fortunato diversi beni, tra cui tre caxali siti, rispettivamente, a Fonzase, Fulinario e Secusino; è pressoché certo che quel Fulinario (luogo in cui esistevano dei "folli" per la lavorazione della lana) sia da identificare con Fener.
La forma Fulinario ricompare nel 1168 nell'atto con cui papa Alessandro III confermava al cenobio vicentino la donazione precedente. Nel 1174 lo stesso pontefice confermava altri possedimenti e privilegi ai canonici della cattedrale di Treviso citando ora Fenario.
Va ricordato che allora il territorio della pieve di Quero, comprendente anche Alano, Fener, Campo, Colmirano, Vas e Segusino, era amministrativamente compreso nel Trevigiano; questa situazione si conservò sino all'epoca napoleonica, quando la zona venne assegnata dapprima al dipartimento del Bacchiglione, quindi al dipartimento della Piave (l'odierna provincia di Belluno). Dal punto di vista religioso, invece, rappresentava (e rappresenta tuttora) una propaggine settentrionale della diocesi di Padova; ciò si spiega con una donazione del X secolo con cui il re d'Italia Berengario II concedeva al vescovo Silibone una parte della pedemontana del Grappa.
Come riportato dallo storico Giovanni Bonifacio, nel 1283 Gherardo da Camino, capitano generale di Treviso, mosse guerra alla famiglia rivale da Castelli devastandone i feudi. Anche Fener e il suo castello furono distrutti: evidentemente esisteva una fortezza nei dintorni, ma non ne resta traccia.
Nel 1339 il Trevigiano passò sotto la Repubblica di Venezia. La Serenissima riformò il sistema amministrativo istituendo la podesteria di Treviso, a sua volta divisa in otto quartieri. La pieve (intesa sia come suddivisione religiosa che civile) di Quero con la regola di Fener venne assegnata al quartiere di qua del Piave.
Dopo la rotta di Caporetto il paese si ritrovò sulla linea del fronte italiano e subì pesanti distruzioni.

## Monumenti e luoghi d'interesse

### Chiesa di San Michele
Della parrocchiale del paese non si conosce l'origine. Il culto dell'arcangelo Michele, diffuso in Italia dai Bizantini e particolarmente sentito dai Longobardi, potrebbe attestarne l'antica fondazione.
Bisogna tuttavia aspettare il 13 ottobre 1373 per avere una prima attestazione storica della chiesa: in quell'anno, con un atto sottoscritto dal notaio Oliviero di Valdobbiadene, si stabiliva che se i feneresi desideravano un sacerdote a celebrare nella loro chiesa, avrebbero dovuto preoccuparsi del suo sostentamento. Si deve precisare che all'epoca Fener dipendeva dalla parrocchia di Campo e pertanto doveva chiedere a quest'ultima l'autorizzazione ad officiare nella propria cappella.
Descritta come in pessime condizioni durante la visita pastorale del vescovo Pietro Barozzi (1488), venne ricostruita nel 1559. Fu dichiarata parrocchia autonoma da Campo il 3 ottobre 1587.
Dopo la prima guerra mondiale l'edificio risultava semidistrutto. Venne ricostruito a cura del Commissariato delle Terre Liberate e decorata nel 1930 dai fratelli Giacomello.
L'edificio ha fattezze classicheggiante, con la facciata ornata di paraste. Il portale d'ingresso, in rame, è decorato con le immagini dei quattro Evangelisti.

### Chiesa di Maria Addolorata
La prima chiesa, di forme neoclassiche, venne eretta attorno al 1830 come ringraziamento per la fine di un'epidemia. Distrutta durante la guerra, venne in seguito ricostruita per essere terminata nel 1929.
L'oratorio ha linee piuttosto semplici. Gli interni, a navata unica, sono illuminati da una trifora aperta sulla facciata. Esiste anche un piccolo campanile, costruito sul retro e decorato a finto bugnato.